# Antonio Dorregaray y Dominguera
Antonio Dorregaray y Dominguera (Ceuta, Àfrica del Nord, 11 de juliol de 1823 - Saragossa, província de Saragossa, 21 de març de 1882) fou un general carlí. Fou un militar distingit, que posseí grans dots d'organització i de comandament; la seva capacitat i valor tampoc poden posar-se en dubte, i li mereixeren excel·lent concepte entre llurs coetanis; però la poca fortuna que l'acompanyà en l'última etapa del seu comandament, alguns dels seus actes que apareixen poc explicables en un general del seu mèrit, els relleus que ordenà d'alguns caps prestigiosos i sobretot els afusellaments de Monet i Codina, que tanta influència exercien entre els seus cor-religionaris d'Aragó i València, el feren sospitós als ulls dels seus, que no dubtaren en acusar-lo d'haver-se venut als seus contraris; malgrat tot, s'ha d'advertir que el mateix Dorregaray demanà a Carles, a principis del desembre de 1875, que se li formés sumaria per establir llur conducta, hi així es va fer, sense que es provés res en la seva contra. Carles VII li concedí també, el títol de marquès d'Eraúl. Les seves despulles descansen en el cementiri de Saragossa al costat del general revolucionari Blas Pierrad.
No va ser fins al 2 d'abril de 2006, quan La Vanguardia, va publicar que els descendents de l'advocat barceloní Josep Vilaseca i Moragues, que va actuar de mitjancer, havien entregat a l'Arxiu Nacional de Catalunya la documentació que provava, que a mitjans de l'any 1875, Dorregaray va pactar amb el govern de Cànovas del Castillo, la retirada sense combatre, de l'Exèrcit del Centre. La contraprestació van ser 25.000 francs i el reconeixement de graus militars, honors i condecoracions, passant tots els militars a la situació activa “con mando y empleo dentro de la península”. Aquest acord fou denominat “la traïció del Centre”, però no es va poder demostrar en el seu temps, la seva denúncia li valgué al valencià general Cucala un consell de guerra del que va ser absolt.

## Carrera militar
Ingressà en les files de l'exèrcit carlí a l'edat de dotze anys, en qualitat de cadet, distingint-se l'any següent en els combats de Guevara i Arlaban. Era sotstinent al pactar-se, el 1839, el Conveni de Bergara, en virtut del qual passà amb el mateix grau a l'exèrcit Isabelí, prenent part en les últimes operacions de primera guerra carlina en el Centre i Catalunya (preses de Castellote, Morella i Berga), a les ordes de Baldomero Espartero i assolint el grau de tinent per l'acció de Torrejón de Ardoz. En ocórrer el 1848 la Segona guerra carlina, contribuí a sufocar-la, mereixent pel seu comportament el grau de capità. Lluità a Vicálvaro a les ordres de Leopoldo O'Donnell, el que li'n valgué el grau de comandant, i en els carrers de Madrid per a reduir als revoltats, el juliol de 1856, aconseguint en aquella ocasió la creu de Sant Ferran.
En la guerra d'Àfrica, a la que assistí formant part del primer cos, i on i va romandre durant cinc anys comanant els presidiaris armats, guanyà per la seva intel·ligència i bravura el grau de tinent coronel i una altra creu de Sant Ferran en la batalla de Wad-Ras. El 21 de novembre de 1862 se li feu mercès de l'hàbit de Santiago i l'abril de 1866 fou destinat a Cuba, on assolí el grau de coronel i es guanyà la confiança de Francisco Lersundi.

## Isabel II derrocada
Quan la revolució de 1868 derrocà del tron a Isabel II d'Espanya, descontent Derrogaray, en veure el rumb que prenien els esdeveniments, demanà la llicència absoluta i oferí llurs serveis a Carles de Borbó i Àustria-Este que el feu brigadier i li donà el comandament de la regió valenciana, on portà a fi amb la major activitat tots els preparatius necessaris per al segon alçament carlista, llençant-se a campanya el 22 d'abril de 1872; però l'endemà fou abatut i ferit greument en un braç en l'acció de Cartoixa de Porta Coeli.
Lluny de desanimar-se pel mal resultat del seu intent, prosseguí amb més percaça els seus treballs d'organització per la pròxima guerra, i cridat per Carles VII marxà a França, assistint a les sessions del consell convocat per aquell per a resoldre la línia de conducta que s'havia de seguir, a la vista de la negativa del general Ramon Cabrera i Grinyó d'encarregar-se de la direcció de les forces militars del partit. Les tendències de la camarilla que envoltava a Carles disgustaren profundament a Dorregaray, que no dissimulà la seva conformitat amb ells.

## Comandament de Navarra
En saber que d'altres cabdills importants del carlisme havien refusat el comandament de Navarra, per l'escassetat dels recursos amb què es comptava, s'oferí a acceptar-lo, i havent-li concedit Carles, entrà en la dita província el 17 de febrer de 1873, amb el grau de mariscal de Camp i el comandament de les províncies basco-navarreses, dedicant-se amb la seva activitat acostumada a organitzar batallons, que en breu pogueren igualar-se amb els millors en que contava l'exèrcit carlí.
Encalçat per les columnes lliberals en aquest període d'organització, es veié obligat a viure en continu moviment per a evitar una desfeta, i com aquest fet feia condir el disgust entre llurs tropes, sobtadament canvià de tàctica, guanyant l'acció de Monreal, sostenint els combats de Sanci i de Peñacerrada, aconseguint les victòries d'Eraúl sobre el coronel Navarro (al qual feu presoner amb altres cent homes, i un canó) i d'Udave sobre Castañón, i apoderant-se dels forts d'Irurzum, Las Campanas, Ciranqui, Lizárraga, Estella, Viana, Portugalete, Luchana i El Desierto, apoderant-se de set peces d'artilleria, més de 2.000 fusells i molt d'altra material de guerra, pel que fou ascendit a tinent general.

## Augmenta la reputació
Aquestes importants avantatges augmentaren la seva reputació, i quan Carles descontent de la direcció de Joaquín Elio Ezpeleta amb l'exèrcit carlí del Nord, decidí rellevar-lo, el substituí amb Dorregay, nomenant-lo el seu cap d'estat major. En el nou càrrec acredità una volta més la seva perícia, reorganitzant les tropes i creant mestrances i parcs, menant el centre i l'ala dreta dels carlins a la batalla de Montejurra, assistí a les batalles de Somorrostro i San Pedro Abanto, pel que aconseguí la Gran Creu Vermella del Mèrit Militar, la medalla de Montejurra, la de Biscaia i la Gran Creu de Carles III.
Va tindre la fortuna de refusar amb forces molt inferiors, al Monte Muru o Abarzuza (27 de juny de 1874), els atacs de Manuel de la Concha, que morí, com és sabut, ocasionant la seva pèrdua la retirada de l'exèrcit liberal, fet que li'n valgué la gran creu de Sant Ferran; però no va saber treure l'avantatge que podia esperar-se de tan assenyalat triomf.
Sostingué més tard l'acció de Monte San Juan i rellevat l'octubre següent per Mendizy, succeí a Antonio Lizárraga en el comandament de l'Exèrcit carlí del Centre (València i Aragó, procurant afirmar la seva autoritat i posar fre a Pasqual Cucala Mir. Malgrat l'enorme desproporció de les seves hosts i mitjans de combat va sostenir l'acció de Cervera del Maestrat enfront del general Pascual Echague i fou derrotat en la batalla d'Alcora contra el general Montenegro el 27 de maig de 1875 i per Joaquim Jovellar a Vilafranca del Cid el 28 de juny, abandonà el territori del Centre en direcció a Catalunya, reunint-se abans a Villarluengo (1 de juliol de 1875), consell de generals, als que amagà la traïció del seu acord amb Cànovas del Castillo, i travessant l'endemà l'Ebre per les barques de Casp i Chipriana i retirant-se a Catalunya, promovent-lo Carles VII a capità general, va fer creure que, mal recolzat per Savalls i poc coneixedor del terreny, no pogué sostenir-se allí, i que les contínues desercions de la seva gent i la persecució de les columnes lliberals l'obligaven a marxar a Navarra, on arribà amb dos batallons, travessant pel Pirineu el territori francès.

## Refugi a Anglaterra
Decidida ja la sort de la seva causa acompanyà en Carles a Anglaterra i passats alguns anys pogué retornar a Espanya, on acabà de forma fosca els seus dies.